# Alternative Press
Alternative Press (también conocida como AP o AltPress) es una revista musical estadounidense fundada en 1985 por Mike Shea en Cleveland, Ohio. Se especializa en música y bandas punk, emo, metal, indie rock, ska, hardcore y rock. En cada número podemos encontrar entrevistas, reportajes sobre bandas o discos, listas de ventas, fotos y próximos lanzamientos de discos.
Es una de las publicaciones más importantes dedicadas al rock alternativo.

## Inicios
El primer número de Alternative Press era una simple fotocopia fanzine, que eran distribuidas en los conciertos en Cleveland a principios de junio de 1985 por el fundador de AP, Mike Shea.
Sufrían de problemas financieros en los primeros años de AP. En 1986, Shea dijo: "Después de los últimos conciertos punk que promovimos ese año no pudimos hacer nada de dinero para ayudar a financiar la revista, tuve que empezar a pedir a mi madre dinero para mantener AP, $1,500 aquí, $2.500 allá. Mi madre me super ayudaba, y parecía disfrutar de tener un grupo de punk a todas horas de la noche preparando los temas para la revista en su mesa del comedor y desparramar spray en todo su mantel y en la alfombra, lo que se quitó cuando se quedó en nuestros calcetines mientras caminábamos sobre ella." Sin embargo, a finales de 1986, la publicación había cesado debido a sus problemas financieros, no se volvió a publicar hasta la primavera de 1988.

## El crecimiento en la década de 1990
Con el crecimiento de rock alternativo en la década de 1990, la circulación comenzó a aumentar. AP puso en la portada a bandas tales como Red Hot Chili Peppers y Soundgarden, antes de que fueran famosas.
En 1994, la revista estaba haciendo artículos de portada a los Beastie Boys, Henry Rollins y Love and Rockets. Norman Wonderly, actualmente el editor, fue acreditado por Shea por sostener que "La mayoría de estos hechos ocurren y más Norman consiguiera lo que quería, más artistas querían tener una sesión de fotos para estar en la portada para lucir de la manera que Norman quería, y así sucesivamente. Pero no fue siempre es fácil;. hubo llamadas de teléfono desagradable y siempre había algún publicista que quería que el artista esté media hora en la sesión por lo que podría ir después de compras o hacer alguna estupidez. ¿Nosotros molestabamos mucho? Tal vez, pero nos enfrentábamos a bastantes;. estábamos sufriendo problemas de financiación y todavía despreciabamos algunos rincones de la industria musical, así que tuvimos que luchar y decir cuando se le llama a alguien en serio. Nadie te toma en serio a menos que tú te tomes en serio, y eso es lo que Norman hace hasta el día de hoy."

## Hoy
En el momento de su 20 aniversario en 2005, AP había crecido a un tamaño de 112 páginas por revista y tiene un promedio de entre 198 a 220 páginas más de un mes.
Columnas mensuales de la revista incluyen "La encuesta de AP", "In The Studio",
"AP & R (bandas sin sello discográfico del mes)", "Pizarra confesional", "Músico del Mes", "Gig Bag", "1000 Palabras", y "10 esenciales".
La revista también ha puesto en su nombre un programa de radio transmitido por XM Radio, un pódcast con un debate en profundidad sobre diversos temas con gente como Pete Wentz y Kevin Lyman del ex Fall Out Boy, y un CD recopilatorio. AP es un importante patrocinador del Warped Tour, del Taste of Chaos, y ha iniciado su propio "Ap Tour".
Para su 25 aniversario en el 2010, The Starting Line tocó y habló sobre su concierto navideño del año pasado. También estrenó su nuevo sencillo Lucky.